# Józef Simmler
Józef Simmler, né le 14 mars 1823 à Varsovie et décédé le 1er mars 1868  à Varsovie est un peintre polonais.

## Biographie
Józef Simmler est issu d'une famille d’ébénistes de Varsovie, elle-même originaire de Zurich. Il s'initie durant sa jeunesse à la peinture avec Józef Richter et Bonawentura Dąbrowski (pl).

### Début dans la peinture
Il va en 1841 à l’Académie des beaux-arts de Dresde, où il suit l'enseignement d’Eduard Bendemann. En 1842, il intègre l'Académie des Beaux-arts de Munich où il a pour maîtres Peter von Hess et Wilhelm von Kaulbach. Toutefois, cette même année, il découvre les œuvres de Gallait, de Bièfve et Delaroche ; cette découverte le détournant de l'influence nazaréenne de ses professeurs pour se tourner vers « une peinture d’histoire plus naturaliste et colorée, à l’exemple de l’art français ».

### Période parisienne

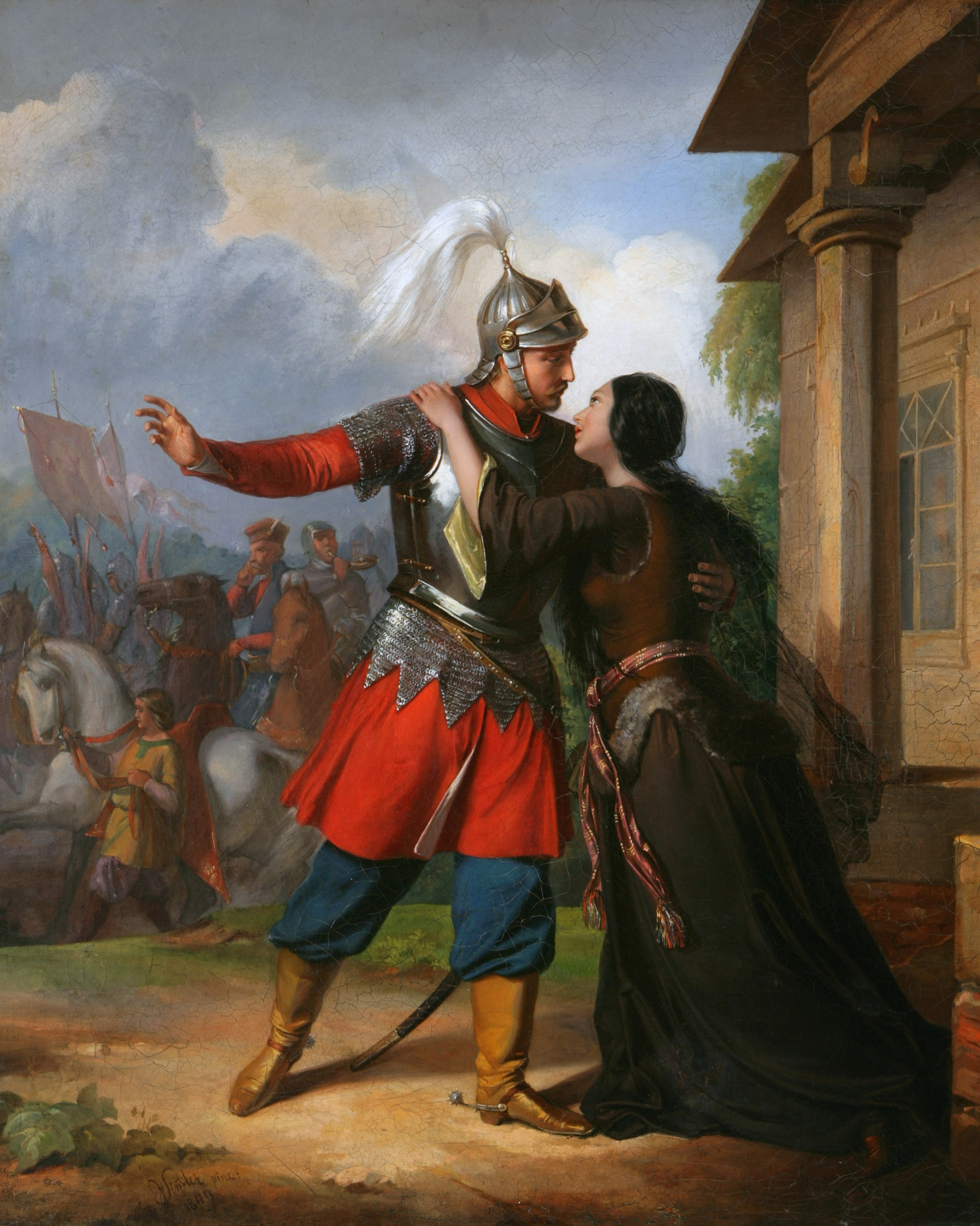
Les Adieux de Wacław à Maria, 1849. Varsovie, Musée national de Varsovie.

En 1847, il se rend donc à Paris et, souhaitant se rapprocher de Delaroche, il s'inscrit à des cours privés de celui-ci. Simmler évoque cette époque en soulignant l'importance que Delaroche pour son parcours artistique : « Simmler me parla de la France en termes émus ainsi que de son maître Delaroche qui avait eu une si grande influence sur sa destinée. Je lui dois beaucoup, me dit-il ». Durant cette période parisienne, il élabore sa première toile importante : « Les Adieux de Wacław à Maria », scène inspirée d'un poème d’Antoni Malczewski.

### Retour à Varsovie et gloire nationale

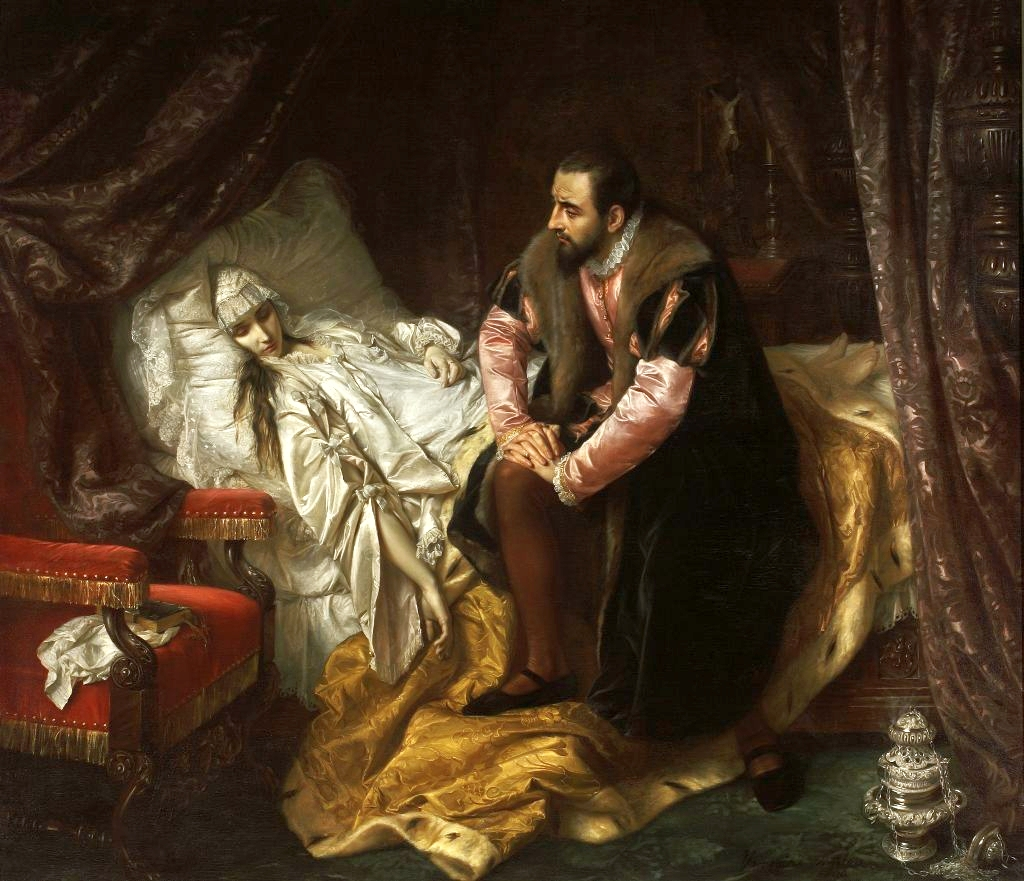
La Mort de Barbara Radziwiłł, 1860. Original perdu. réplique à Varsovie, au Musée national de Varsovie.

De retour en Pologne, Simmler connait un certain succès en tant que portraitiste. Mais certaines de ces œuvres les plus célèbres datant de cette période sont inspirées du modèle français du « Genre historique ». La première est « Catherine Jagiellon emprisonnée au château de Gripsholm », réalisée en 1859, dont l'idée a été tirée d'une œuvre de Włodzimierz Wolski (en).
Son premier triomphe survient avec la toile « La Mort de Barbara Radziwiłł ». Le public et la critique louent son chef-d'œuvre et il est alors considéré comme un « peintre national », à une période où l'Empire russe tente de briser le nationalisme et les velléités d'indépendance de la population polonaise.

Simmler réalise sa dernière œuvre de cette veine : « Le Serment de la reine Hedwige » en 1867. Cette toile subit un échec lors de l'Exposition universelle de Paris.

## Galeries

### Portraits

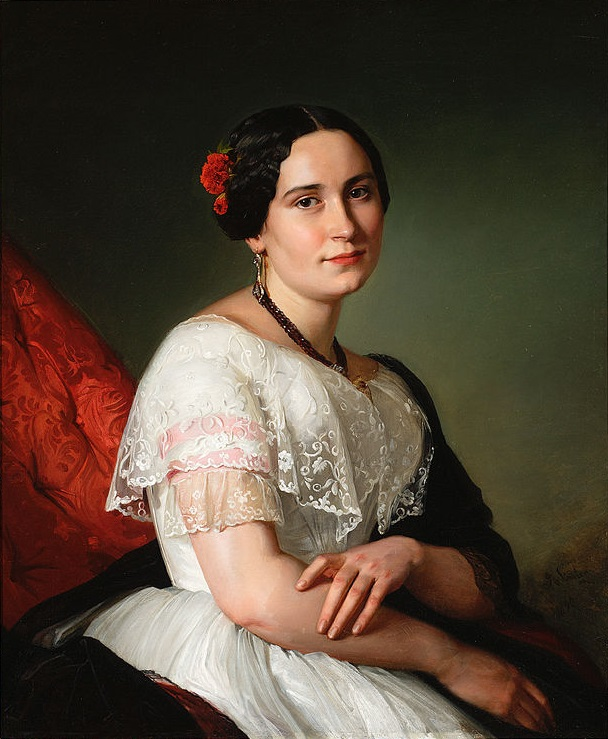
Katarzyna Jahn
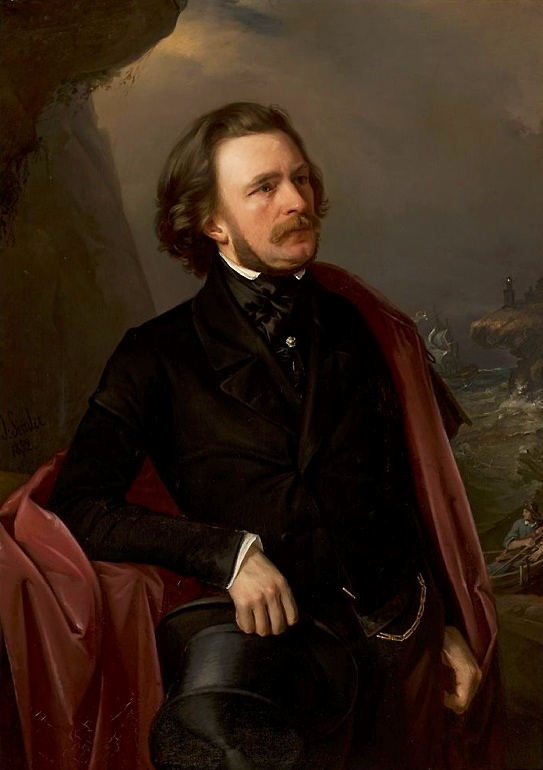
Teodor Tripplin
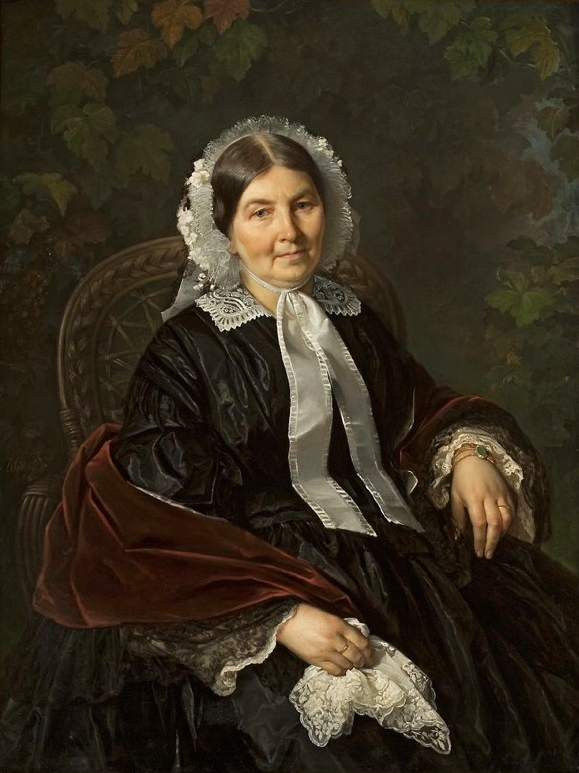
Matylda Wernerowa
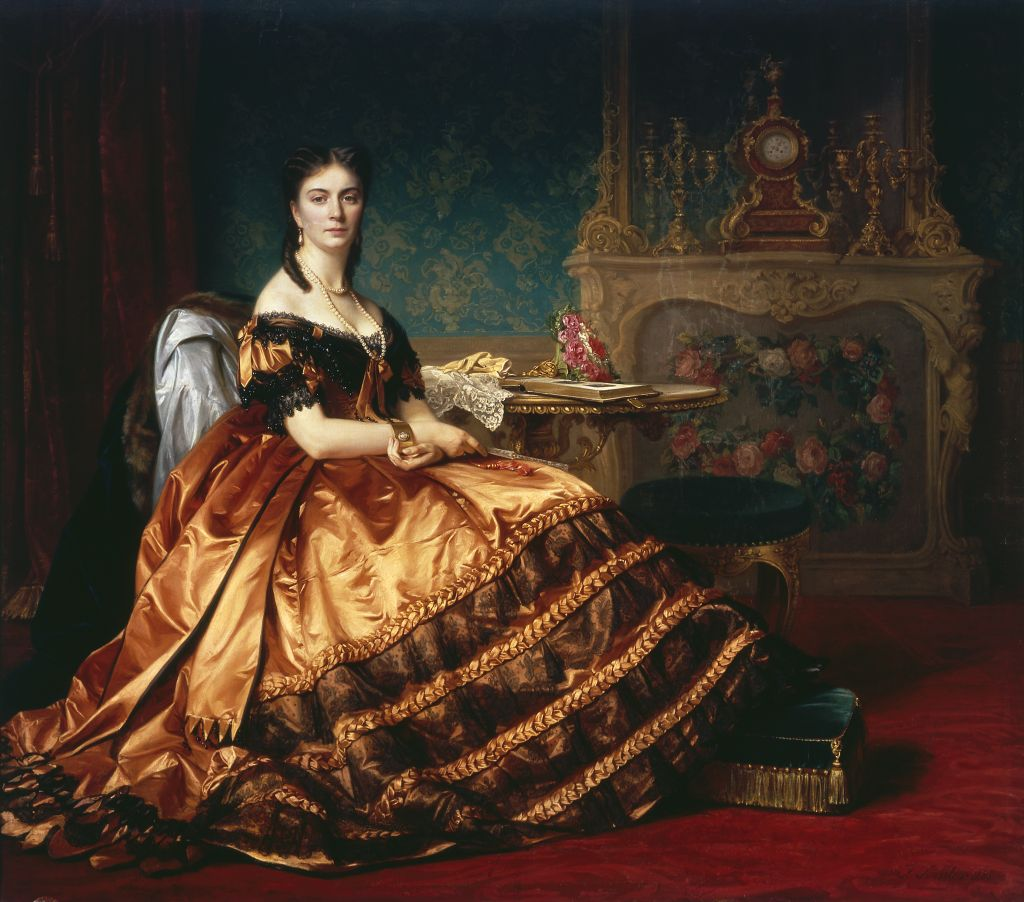
Emilia Włodkowska
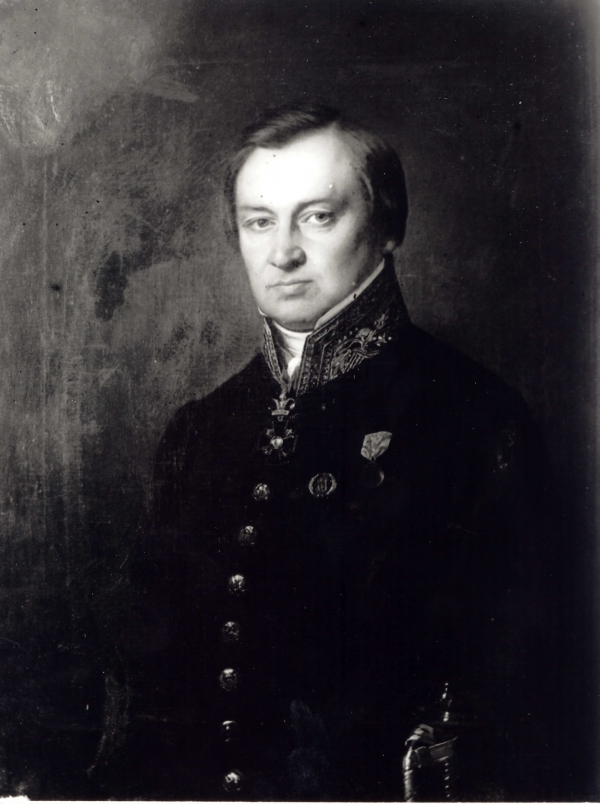
Wiktor Kochański
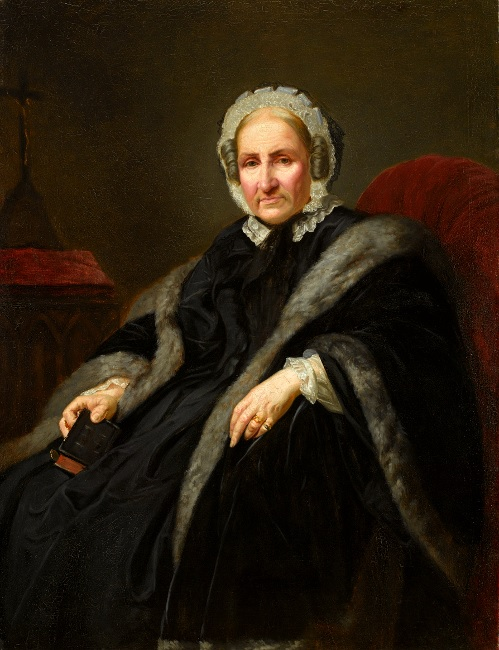
Sobanskad
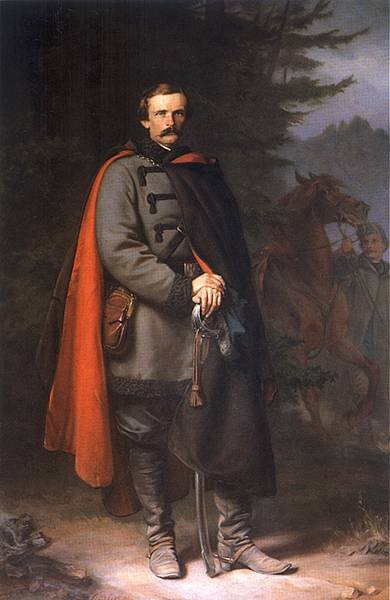
Ludwik Mycielski

### Autres œuvres

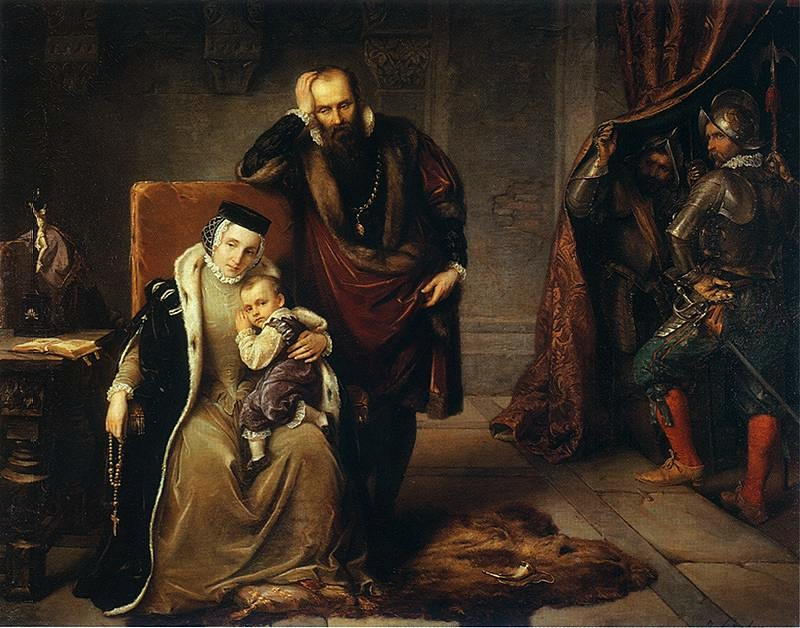
Catherine Jagiellon emprisonnée au château de Gripsholm
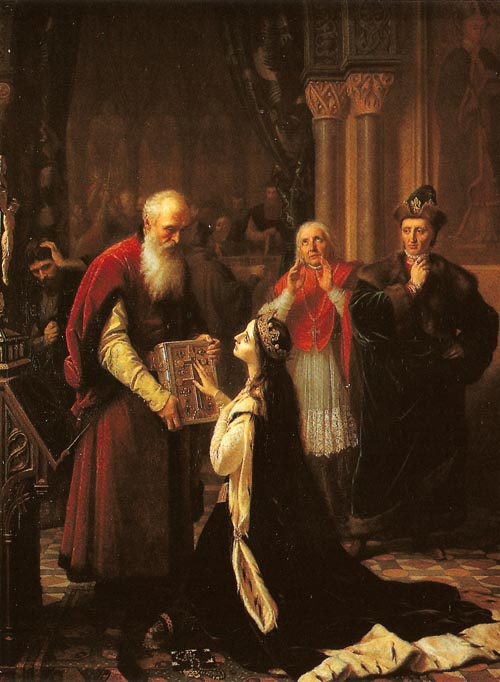
Józef Simmler Przysięga królowej Jadwigi
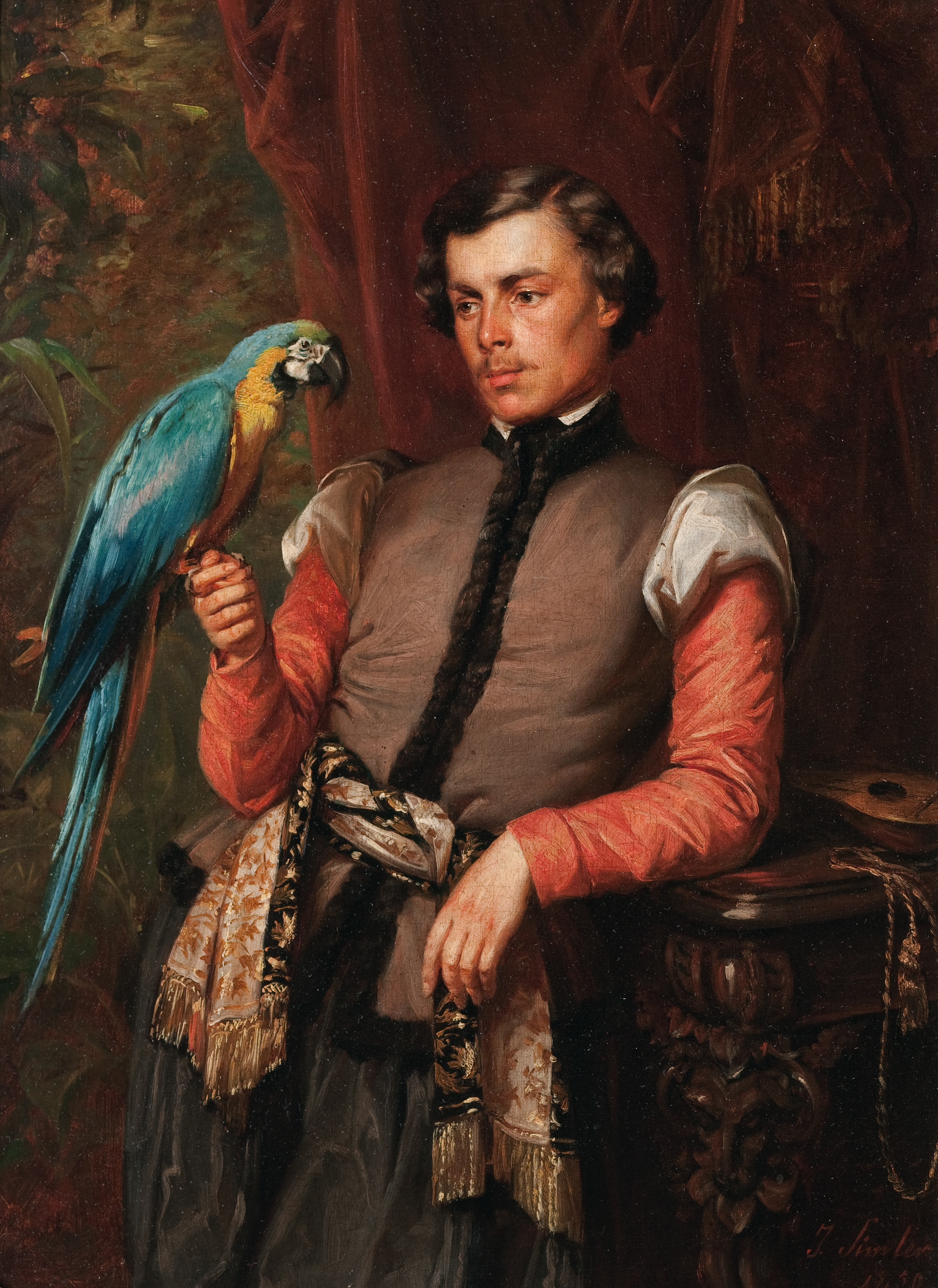
Simmler szlachcic
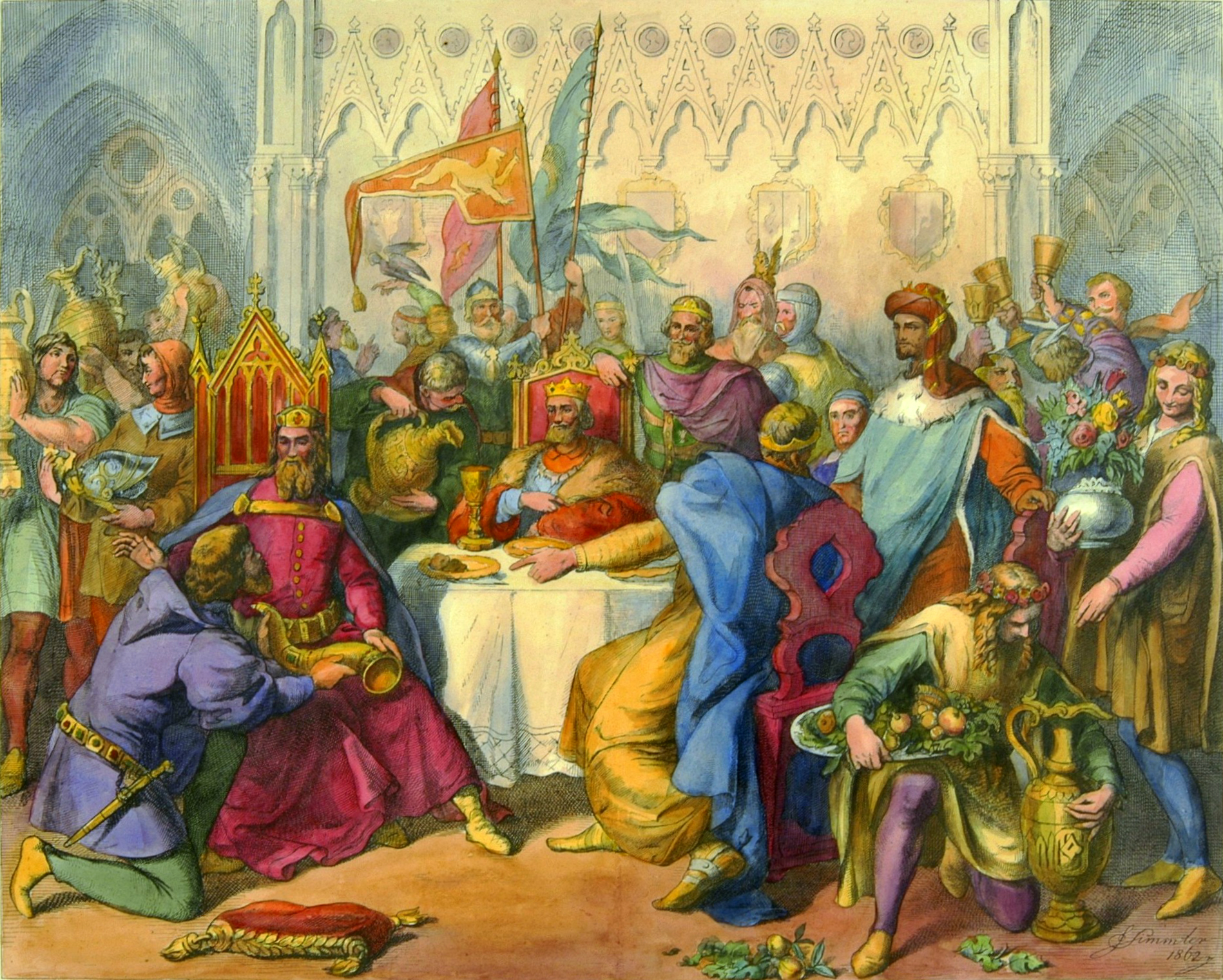
Uczta u Wierzynka
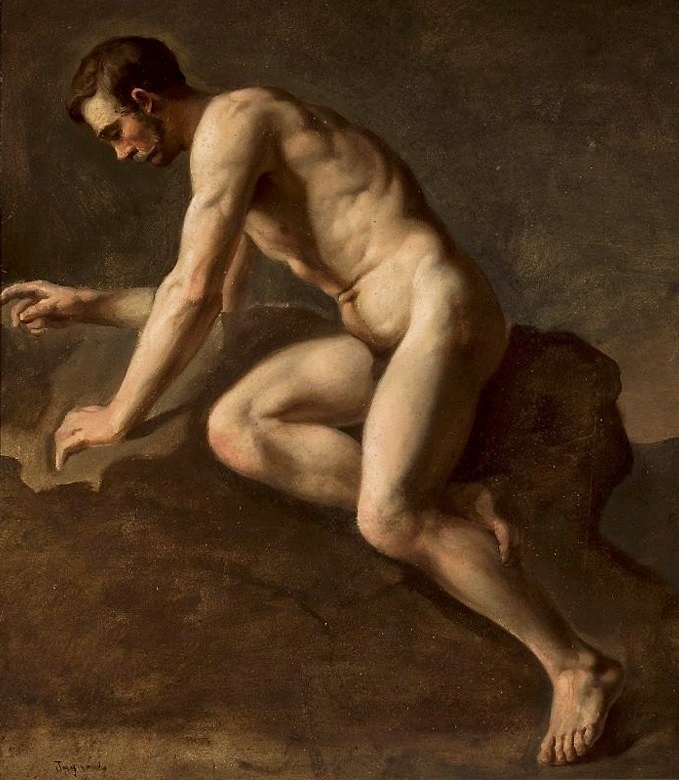
Study of a male nude